# 青木昆陽
青木昆陽（日语：／ Aoki Konyoo */?，1698年6月19日—1769年11月9日）是日本江戶時代中期的一名儒學學者、農學家、蘭學家，為幕臣御家人，本名敦書，字厚甫，一作原甫，號文藏、昆陽。由於他有著將蕃薯引入關東地方，從而普及至日本全國各地的功績，因此有甘藷先生（蕃薯先生）的稱號。

## 概要

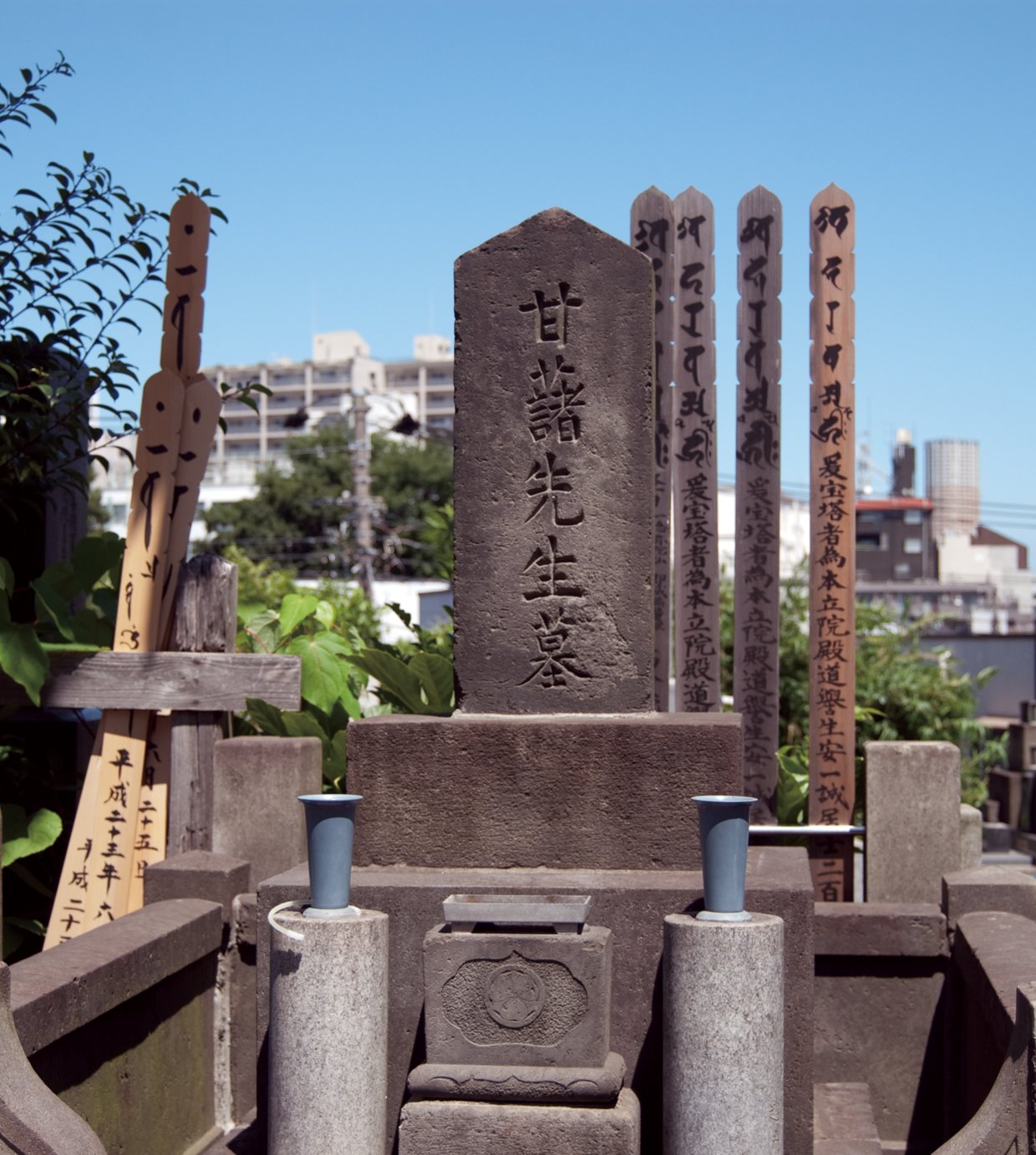
青木昆陽墓

他的家裡經營魚店，他本人在享保5年（1720年）或享保6年（1721年）時，便前往了京都跟從伊藤東涯學習經學、經濟和法制。27歲時，他在江戶八丁堀創立私塾，講述古學。享保大饑荒時，他為了救助民眾，提倡種植蕃薯，並且寫下《蕃藷考》一書。他的鄰居町奉行所與力加藤枝直將他推舉給町奉行大岡忠相，忠相將他推舉給江戶幕府將軍德川吉宗，吉宗也認為《蕃藷考》有助解決飢荒，因此在享保20年（1735年）出版該書。昆陽在同年將從薩摩國取來的種薯種於幕府藥草園，及後他又在下總國馬加村（現千葉縣千葉市花見川區幕張）和上總國不動堂村（現千葉縣九十九里町不動堂），種植蕃薯，三地現在均建有紀念碑，其中幕張的紀念碑和不動堂的紀念碑的所在地分別以「青木昆陽甘藷試作地」和「青木昆陽不動堂甘薯試作地」的名義獲登錄為千葉縣指定史跡，幕張的所在地附近則另建有昆陽神社。
與此同時，吉宗也向各令制國派發蕃薯的種薯，蕃薯自此普及至日本全國各地。世人為了感謝昆陽，稱其為「甘藷先生」（蕃薯先生）。元文4年（1739年），他獲幕府任命為隸屬於留守居的御書物御用達，翌年他改為替寺社奉行辦事，前往甲信、武相和東海各地蒐集古書。因此，他閱讀了不少經學和經濟的典籍，在延享4年（1747年）成為評定所的儒生，明和4年（1767年）晉升為書物奉行，寫下《經濟纂要》（二十冊）、《官職略記》（十三冊）、《刑法國字解》、《昆陽漫錄》（六卷）和《草蘆雜談》（三卷）等等。在元文5年時（1740年），他與御目見醫師野呂元丈奉吉宗之命，毎年通過通詞向拜訪江戶的荷蘭人學習荷蘭文。昆陽也因此寫下了《和蘭貨幣考》、《和蘭話譯》和《和蘭文譯》等與荷蘭相關的書籍。儘管他在文法上未有學得很全面，其荷蘭語的知識由前野良澤所繼承，為蘭學盛行打下了基礎。
晚年，昆陽在大鳥神社附近定居，並且由於喜歡遙望富士山，便選擇在居所以南的地方興建了墓碑，他生前在碑上刻了「甘藷先生墓」五字。明和6年10月12日（1769年11月9日），他死去後下葬於此，其墓在1943年5月1日獲指定為日本國史跡。墓地所屬的瀧泉寺在每年10月28日都會舉行甘藷祭來紀念昆陽。